# Areas intermedia
Areas intermedia là một loài bướm đêm thuộc phân họ Arctiinae, họ Erebidae.